# Восточное христианство
Восточное христианство — условный обобщающий термин, объединяющий христианские традиции, которые первоначально развивались в Западной Азии, Египте, Северо-Восточной Африке, Восточной Европе, Юго-Восточной Европе, Малой Азии, Малабарском побережье южной Индии и некоторых частях Дальнего Востока. Включает Православную церковь , Древневосточные православные церкви, Доэфесские церкви и отделившиеся от них сообщества, которые в богослужении и обрядах сохранили традиции либо древневосточных церквей, либо византийского православия (как, например старообрядчество и восточнокатолические церкви).

## Термин
Название связано с тем, что указанные направления христианства, сохраняющие свои древние литургические обряды и традиции, исторически возникли на территории Восточной Римской империи, в Восточной Европе (Армянская апостольская церковь и Грузинская православная церковь), или на Среднем Востоке (Церковь Востока).
Как правило, сами представители этих конфессий себя «восточными христианами» не называют. Этот термин более употребим среди приверженцев западного христианства, а также религиоведов и специалистов, изучающих историю христианства. В своих официальных документах Западная и Восточная церкви именуют себя вселенскими.

## Основные вопросы восточной ветви христианства
Ещё до официального церковного раскола 1054 года внутри последователей Христа единство начало постепенно разлагаться. Христиане западных и восточных территорий сталкивались со всё большим количеством противоречий в своих взглядах. Кроме того, внутри самой восточной церкви не наблюдалось единства. Так, важнейшим богословским вопросом стал спор о способе сочетания божественной и человеческой природы Христа. Одна часть восточных христиан утверждала, что, несмотря на очеловечивание, он всё равно являлся именно Божественной сущностью, то есть отвергалась идея полного вхождения Иисуса в мир людей, его человеческая составляющая умалялась. Оппоненты данной идеи утверждали, что в Христе в равной степени сочеталась и человеческая, и Божественная природа, так как это было необходимо для спасения человечества.

## Раскол церкви
Первой политической предпосылкой раскола был раздел в 395 году Римской империи на Восточную и Западную. Процесс феодализации в разных частях бывшей Римской империи шёл по-разному, и это отразилось на западном и восточном христианстве. Феодализация восточных частей бывшей Римской империи шла значительно медленнее, что обусловило и консерватизм церковной жизни православия. Возвышению римского епископа способствовал целый ряд факторов, в частности, перенос столицы империи из Рима в Константинополь. Постепенно западная церковь приобретала всё большее экономическое и политическое влияние, а по мере роста её влияния рос и авторитет главы церкви.
К моменту разделения Римской империи на Западе действовал только один крупный религиозный центр, а на Востоке их было несколько: во время Первого Никейского собора уже были епископы Рима, Александрии и Антиохии, вскоре звания патриархов получили также епископы Константинополя и Иерусалима. В отличие от римского епископа, у которого не было мощных конкурентов, восточные патриархи враждовали между собой, борясь за первенство и влияние. Христианская церковь Запада долгое время пользовалась относительной самостоятельностью и боролась за первенство над светской властью. Сильная императорская власть, дольше сохранившаяся в Византии, поставила восточное христианство в зависимость от светских государей.
Открытое противостояние церквей началось в 857 году, когда император Византии Михаил III низложил патриарха Игнатия и возвёл на патриарший престол угодного ему Фотия. Папа Николай I потребовал восстановить Игнатия, а заодно предъявил ряд территориальных претензий (в частности, по отношению к Болгарии). Византийский император не пошёл на уступки, и папа объявил Игнатия истинным патриархом, а Фотия — низложенным.
Формальные догматические разногласия заключались в следующих вопросах:
- происхождение Святого Духа только от Бога-Отца (восточная церковь) либо от Бога-Отца и Бога-Сына (западная церковь);
- каждая из церквей оспаривает легитимность Вселенских соборов, которые происходили на территории противника (например, Константинопольского собора 381 года).

В середине XI века папство вытеснило греков из южной Италии, а патриарх Михаил Керуларий закрыл латинские монастыри и перевёл богослужение в латинских церквях Константинополя на греческий образец.
Раскол сформировался окончательно в 1054 году, когда обе церкви предали друг друга анафеме (отменённой лишь в 1965 году).
Западная церковь получила название католической (лат. catholicismus от греч. καθολικός — вселенская), а восточная христианская церковь стала называться православной (то есть правильно славящей Бога, (калька с греч. ὀρθοδοξία — буквально «правильное суждение», «правильное учение» или «правильное сла́вление»).

## Различия между Восточным и Западным христианством
Главными догматическими расхождениями между православными и латинянами, которых принято называть по их самоназванию католиками (что не соответствует по сути верным наименованием с православной точки зрения), являются
- различие в Символе веры — о происхождении Святого Духа (Филиокве)[5].
- вера в безошибочность папы римского в вопросах веры и морали (ex cathedra), считая папу наместником Христа на земле. Источником вероучения католики считают не только Библию, но и решения всех соборов, называемых ими Вселенскими (а не только первых семи, признаваемых православными) и суждения пап, имеющие для них даже приоритет перед суждением соборов.

Есть и другие расхождения в догматике, восходящие к тому, что латиняне принимали новые догматы (или догматизировали какие-то мнения, бытовавшие ранее), с точки зрения православных, самочинно и произвольно, без соборного обсуждения с православными (полнотой Церкви), считая свои собственные, без участия православных, соборы за Вселенские и потому достаточные. К таким догматам, например, относится вера латинян в чистилище (в дополнение к раю и аду).
Духовенство в католицизме даёт обязательный обет безбрачия. Многочисленны также различия в таинствах и обрядах. Одним из важных различий в прошлом, существовавших даже ещё до разделения, было существенное различие в причащении клириков и мирян в римской традиции.
Кроме того, между восточной и западной моделями церкви можно провести разграничение и на основании их отношения к светской власти. Если церковные институты западной ветви действовали в период Средневековья согласно идее «двух мечей» власти, которые Бог передаёт в руки церкви, а та, в свою очередь, предоставляет один из них королю, что означает их равное существование и создаёт предпосылки для борьбы церкви за верховенство в управлении государством, то в восточной модели церковь отстраняется от политики, признаёт светскую власть императора и сохраняет своё влияние лишь в духовном, клерикальном аспекте.

## Иерархия
В отличие от западной церкви, у православия нет единого центра управления.
К православию относятся 15 самостоятельных православных церквей с общей численностью 150 миллионов верующих. Из них самой крупной и влиятельной является Русская православная церковь.
Во главе каждой православной церкви стоит патриарх, избираемый поместным собором. Патриарх осуществляет межцерковные связи, контролирует деятельность епархиальных архиереев, награждает титулами и высшими церковными отличиями, осуществляет надзор за всеми учреждениями центрального церковного управления.
При патриархе учреждается священный синод, который состоит из постоянных и временных членов.
Православные церкви разделены на епархии, возглавляемые епархиальными архиереями. Епархии в свою очередь делятся на округа. Низшей организацией православной церкви является приход, возглавляемый избранным на общем собрании верующих церковным советом.